# Слуги света

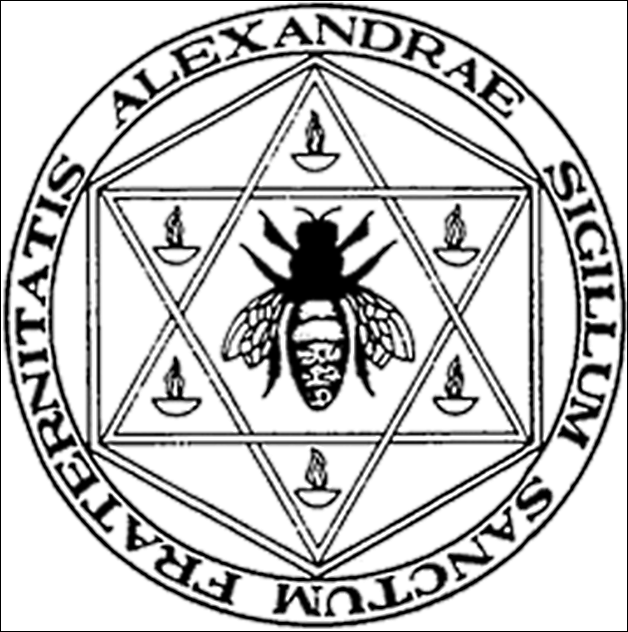
Эмблема ордена Слуги Света

Слуги Света (англ. Servants of the Light (SOL)) - современная западная тайная школа, которая преподает эзотерические науки через переписку.

## История создания
SOL была основана в 1965 году британским оккультистом и автором Уолтером Эрнестом Батлером. Он проходил обучение в Братстве внутреннего света Дион Форчун , которое, в свою очередь, было связано с Герметическим Орденом Золотой Зари. Он также был подготовлен психологом Робертом Кингом. Г-н Батлер занимал пост директора по исследованиям до своей смерти в 1978 году, когда его сменил Долорес Эшкрофт-Новицкий, психиатр третьего поколения, посредник, автор, преподаватель мастер-классов.[проверить перевод]

## Цели
Заявленная цель SOL заключается в содействии распространению эзотерического знания этическим образом всем, кто хочет его получить, независимо от религиозной принадлежности, пола, национальности, расы, возраста, социального положения или дохода. Все, кто хочет это сделать, должны уметь изучать Мистерии, истинное внутреннее духовное наследие Запада. Основным средством обучения, которое использует SOL, является герметическая Каббала.